# Cycas armstrongii
Espèce
Statut de conservation UICN

 VU A4ace : Vulnérable
Statut CITES
Cycas armstrongii est une espèce de plantes arborescentes de l'embranchement des Cycadophytes, originaire d'Australie, dans le nord-ouest du Territoire du Nord entre la rivière Finniss à l'ouest et l'Arnhem Highway à l'est.
Les stipes atteignent 3 m (rarement 6 m) de hauteur avec un diamètre de 5 à 11 cm. Les feuilles sont (fait très inhabituel pour un cycas) caduques, tombant en saison sèche (quoique persistantes si la plante est cultivée dans des situations plus humides), de 55 à 90 cm de long, légèrement carénées ou plates, pennées avec 100 à 220 folioles; les folioles sont densément pubescents et orange puis d'un vert vif brillant dessus, vert clair dessous, de 5,5 à 14 cm de long et 4,5 à 8 mm de large, inclinés vers l'avant à 40 degrés. Les plantes matures ont autour de 50 feuilles dans la couronne.
Les cônes femelles qui font 13 à 22 cm de long et ont 2 à 4 ovules par sporophylle sont portés par une lame lancéolée triangulaire avec une épine apicale. Le sarcotesta a un revêtement jaune à maturité.
Les cônes mâles, ovoïdes, orange, de 11 à 20 cm de long et 7,5 à 10 cm de diamètre, avec la moitié supérieure du cône se terminant en pointe.
L'espèce est nommée d'après le collectionneur de plantes John Francis Armstrong.

## Écologie
Les feux de bush sont communs dans son habitat naturel. L'espèce est extrêmement tolérante au feu et les feux qui ont lieu en général au printemps initient une profusion de nouvelles feuilles sur les plantes.
C'est l'un des cycas les plus abondants au monde, avec une population estimée à plus de dix millions d'individuss. L'état de conservation est sécurisé.

## Galerie

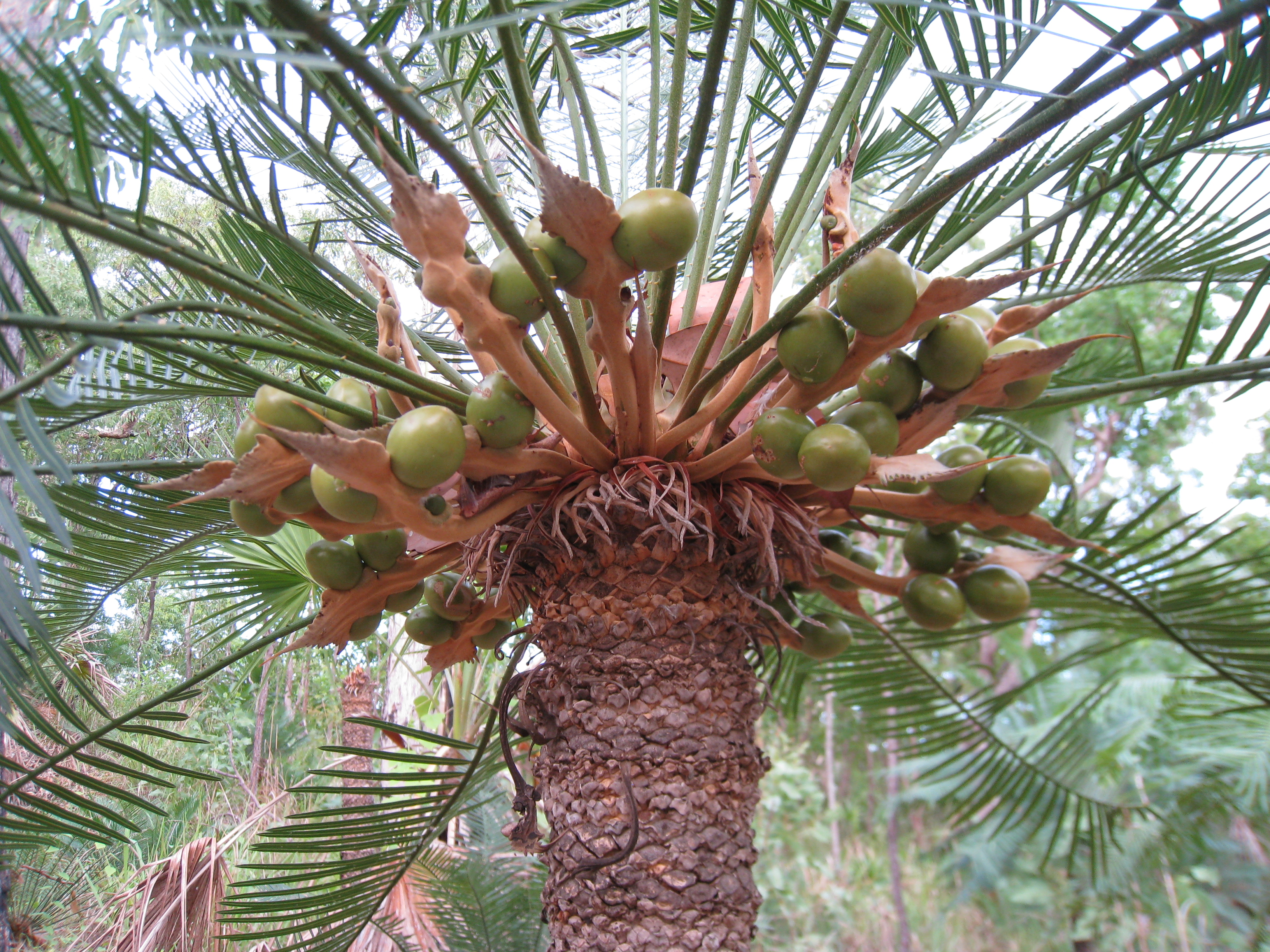